# Sotajumala
A Sotajumala finn death metal együttes volt 1998-tól 2016-ig. Jyväskylä városában alakultak. Nevük finn nyelven háborús istent jelent. Csak finn nyelven énekelnek. Zenei hatásuknak az amerikai death metal együtteseket tették meg (például Obituary, Deicide, Morbid Angel).

## Tagok
- Mynni Luukkainen - ének
- Kosti Orbinski - gitár
- Pete Lapio - gitár
- Tomi Otsala - basszusgitár, vokál
- Timo Häkkinen - dob

## Korábbi tagok
- Harri Lastu - ének (2000–2002)
- Arttu Romo - dob (2000–2002)
- Jyrki Häkkinen - gitár (2000–2002)
- Teijo "105" Hakkola (2002–2004)

## Diszkográfia
- Sotajumala (2002)
- Panssarikolonna (2003)
- Death Metal Finland (2004)
- Sotajumala / Torture Killer split (2005)
- Kuolinjulistus (kislemez, 2007)
- Teloitus (2007)
- Death Metal Finland Special Edition (dupla CD, 2008)
- Kuolemanpalvelus (2010)
- Raunioissa (2015)